# Оксид цезия
Окси́д це́зия — Cs2O, неорганическое бинарное соединение цезия с кислородом. Относится к классу основных оксидов.

## Свойства
Оксид цезия - оранжево-красные гексагональные кристаллы, расплывающиеся во влажном воздухе. При нагревании становится сперва тёмно-красным, затем — чёрным (150 °C). После охлаждения цвет постепенно восстанавливается. 
Возгоняется в вакууме при температуре менее 500 °C. Под действием света темнеет и разлагается.
При нагревании свыше 300 °C диспропорционирует:
{\displaystyle {\mathsf {2Cs_{2}O\rightarrow Cs_{2}O_{2}+2Cs}}}
Энергично реагирует с водой и растворами кислот:
{\displaystyle {\mathsf {Cs_{2}O+H_{2}O\rightarrow 2CsOH}}}
{\displaystyle {\mathsf {Cs_{2}O+2HCl\rightarrow 2CsCl+H_{2}O}}}
С влажным CO2 образует карбонат и гидрокарбонат:
{\displaystyle {\mathsf {Cs_{2}O+CO_{2}\rightarrow Cs_{2}CO_{3}}}}
{\displaystyle {\mathsf {Cs_{2}O+2CO_{2}+H_{2}O\rightarrow 2CsHCO_{3}}}}
При нагревании вступает в реакцию с водородом, фтором и хлором, расплавленной серой:
{\displaystyle {\mathsf {2Cs_{2}O+2F_{2}\rightarrow 4CsF+O_{2}}}}
{\displaystyle {\mathsf {4Cs_{2}O+7S\rightarrow 3Cs_{2}S_{2}+Cs_{2}SO_{4}}}}
С жидким аммиаком реагирует, образуя амид цезия:
{\displaystyle {\mathsf {Cs_{2}O+NH_{3}\ {\xrightarrow {-50^{o}C}}\ CsNH_{2}\downarrow +CsOH}}}

## Получение
Получают оксид цезия осторожным нагреванием (ниже 200 °C) избытка цезия в атмосфере кислорода с последующей вакуумной отгонкой паров металла:
{\displaystyle {\mathsf {4Cs+O_{2}\rightarrow 2Cs_{2}O}}}
В качестве побочных продуктов могут образовываться пероксид (Cs2O2) и надпероксид цезия (CsO2), а также другие бинарные соединения цезия с кислородом переменного состава (субоксиды цезия): Cs11O3, Cs4O, Cs7O и другие.

## Применение
Применяют оксид цезия как компонент сложных фотокатодов и катализаторов в органическом синтезе.